# Manuel Sáez

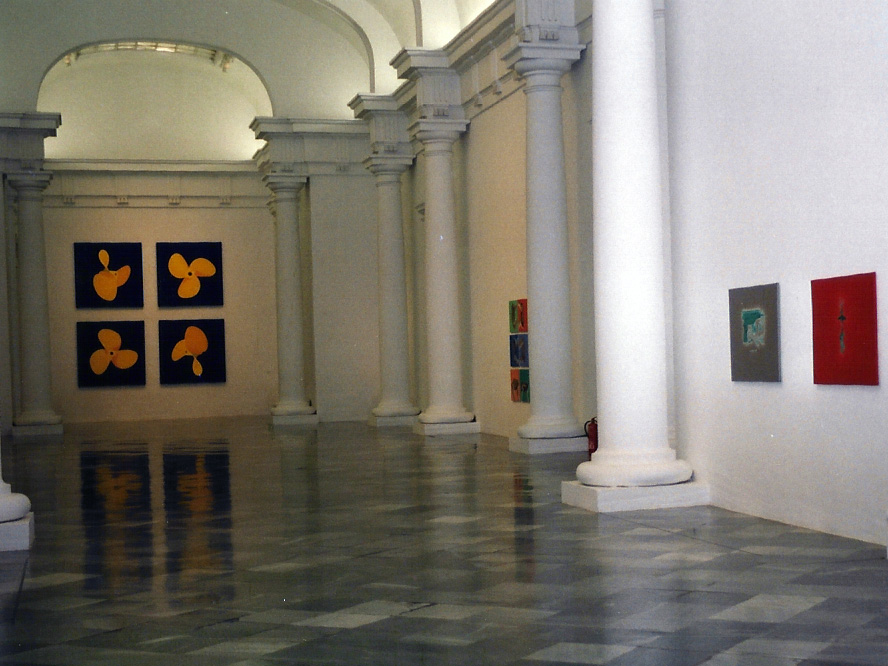
Exposition Manuel Sáez, IVAM

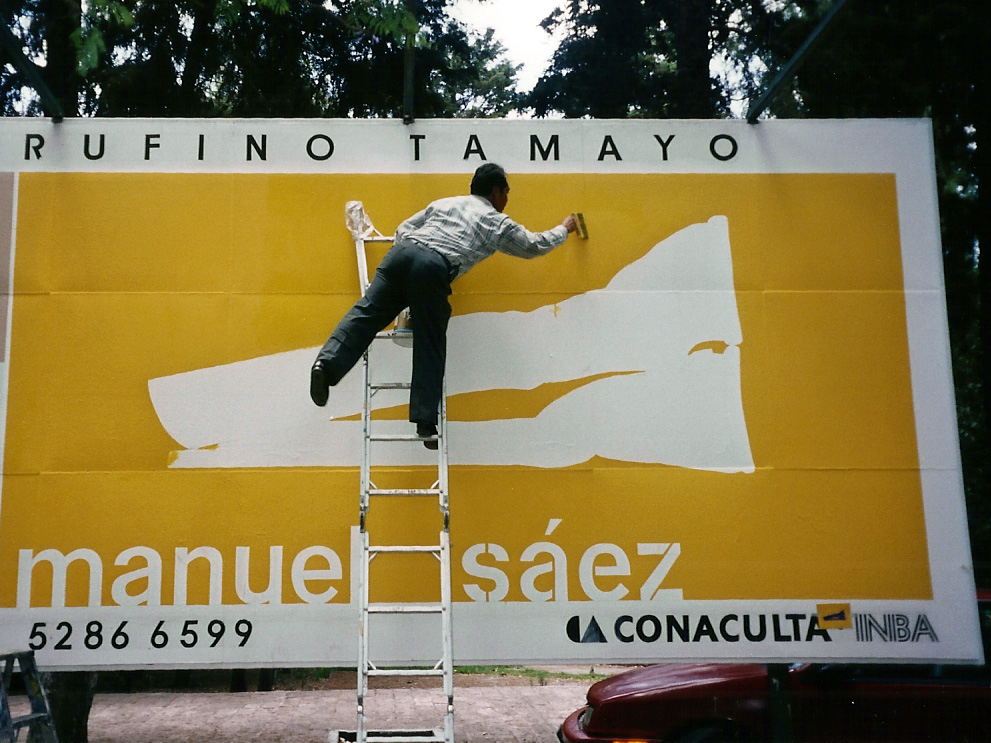
Affiche de Manuel Sáez, Museo Rufino Tamayo de Mexico

Manuel Sáez (Castellón, 1961) est un artiste plastique espagnol, appartenant à la génération des années 1980. Depuis 1984, il vit et travaille à Valence en Espagne.

## Biographie
Considéré comme l'un des plus significatifs peintres du changement de siècle, selon la Enciclopedia Universal Ilustrada Europeo-Americana, Sáez réalise une approximation sensuelle et psychologique du monde de l'objet, du paysage, de la figure et du portrait. 
Dans les années 1980 il travaille à Barcelone, Valence et Madrid. Pendant cette période l'artiste réalise une enquête sur l'image ludique dans la peinture et son histoire à travers un langage épuré, formé par des éléments de la bande dessinée, des médias et de la Histoire de l'Art.
Cette période correspondent les séries Calvos, Bodegones, Árboles, Aviones et Arquitecturas. En 1990, il vit comme boursier de la Academia de España à Rome afin d'élaborer une série de portraits appelée Biografía no autorizada. En 1992, il réalise la série Dioptrias et en 1993, la série Aquiles. En 1995, il déménage en République Dominicaine pour faire des dessins et aquarelles d'objets partant du paysage tropical, qu'il présente un an plus tard dans l'Université de Valence Depuis 2004, son travail porte sur une étude du dessin de plus en plus dépurée ainsi que de la série de portraits, qu'il a commencée en 1990.
Manuel Sáez a exposé dans divers Musées et Institutions. En 1991, dans la Fondation La Caixa à Valence. En 1996, il présente sa première rétrospective, Colección Exclusiva 1984-1995, dans le Club Diario Levante de Valence, dans le Cercle des Beaux-Artes de Madrid, dans la Sala Verónicas de Murcia, dans la diputación de Castellón et dans le Brocense de Cáceres. En 2000, il expose dans le Museo Rufino Tamayo à Ciudad de México et dans l'Instituto Valenciano de Arte Moderno (IVAM) à Valence. En 2008, dans la Sala Parpalló à Valence.
Il a participé à d'importantes expositions collectives. 1988-89, Modos de ver Cercle des Beaux-Artes de Madrid, Pabellón Mudéjar, Sevilla; Centre d'Art Santa Mónica, Barcelone et IVAM-Centro del Carmen, Valence. 1994, Galería de retratos dans le Circulo de Bellas Artes de Madrid. 1996,Corona roja sobre el volcán Centro Atlántico de Arte Moderno (CAAM) à Las Palmas de Gran Canaria , 1994-95,Confrontaciones. Los entornos de la imagen dans le Museo Nacional de Antropología à Madrid . 2000-01,Garaje Fundación Carlos de Amberes de Madrid . en el Centro Galego de Arte Contemporánea. 2002, Plural. El Arte español ante el siglo XXI El Senado de España, Madrid. 2003, 50 años de arte valenciano las Atarazanas, Valence  2003-4  Dispersions Bass Museum of Art à Miami. 2007, El Pop Art en a Colección del IVAM, Valence 2007 
Il a accompli des interventions multiples parmi lesquelles s'accentue la mosaïque en céramique de 1.884 mètres carrés pour l'Agora de la Université Jacques Ier de Castellón . Il a reçu de nombreux prix et bourses dont notamment le salón de Otoño de Sagunto, 1983. La bourse de creación Artística Banesto, 1989. La bourse de la Academia Española de Bellas Artes de Rome en 1990,  et le Premio Icaro, Grupo 16, Madrid, 1990.

## Œuvre et Projets
Sáez a développé une esthétique personnelle caractérisé par un dessin épuré, avec lequel il élabore  une recherche permanente autour de la couleur, de la figure, de la nature et du monde de l'objet. Son œuvre est caractérisé par une poétique qui exprime le quotidien et l'intime. Des critiques et artistes n'ont pas hésité à écrire sur lui: Quico Rivas, Victoria Combalia, Katia Carcia-Antón, William Jeffett, Guillermo Pérez Villalta, Kenny Scharf, Juan Manuel Bonet, Nicolás Sanchez Durá, Salvador Albiñana, Teresa Blanch, Aurora Gracía, Nuria Enguita, et Omar Calabrese. 

## Séries de portraits et Illustrations

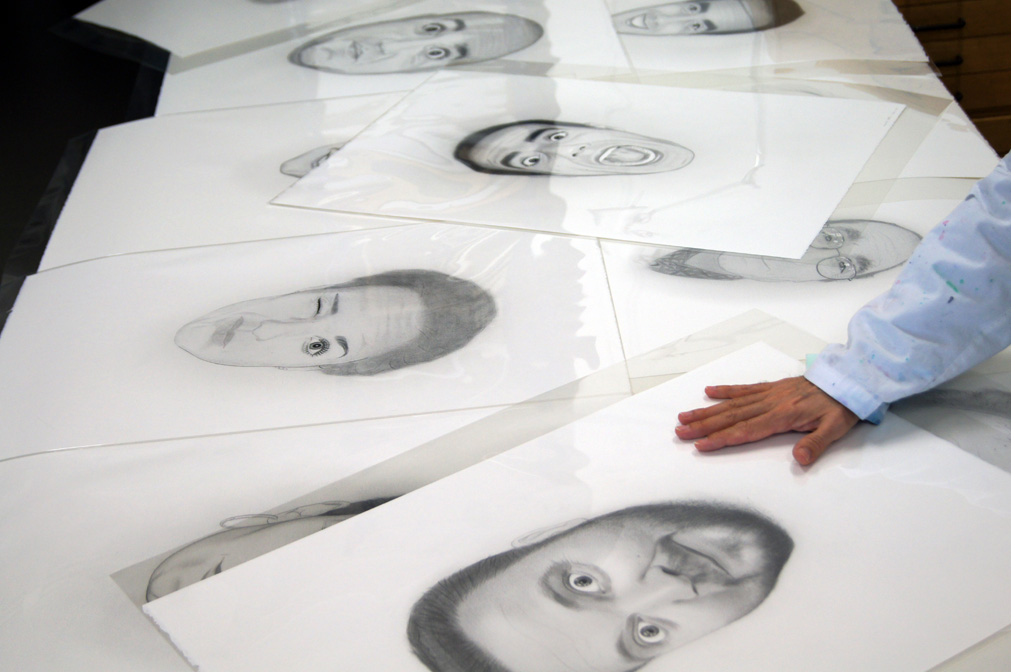
Retratos de Manuel Sáez

En 1990, dans la Academia de Bellas Artes de España à Rome, il commence la série Retratos. Série qui dure encore et qui montre des personnages issus de diverses disciplines tels que  Francisco Brines, Vicente Gallego, Carlos Marzal, Albert Oehlen, Antoni Miralda, Andreu Alfaro, Jordi Teixidor, Carmen Alborch, Carmen Calvo Sáenz de Tejada, Carlos Pazos, José Maria Sicilia, Juanjo Estellés, Fabrizio Zilibotti, Ana de Miguel et Rosa Ulpiano. 
Parmi ses illustrations pour des livres sont notamment ceux du poème Ánima Mía  de Carlos Marzal, en 2009 et une courte histoire de Bernardo Atxaga pour la revue Ronda Iberia, en 1994 .

## Mosaïque de l'Agora de la Universidad Jaume I de Castellón

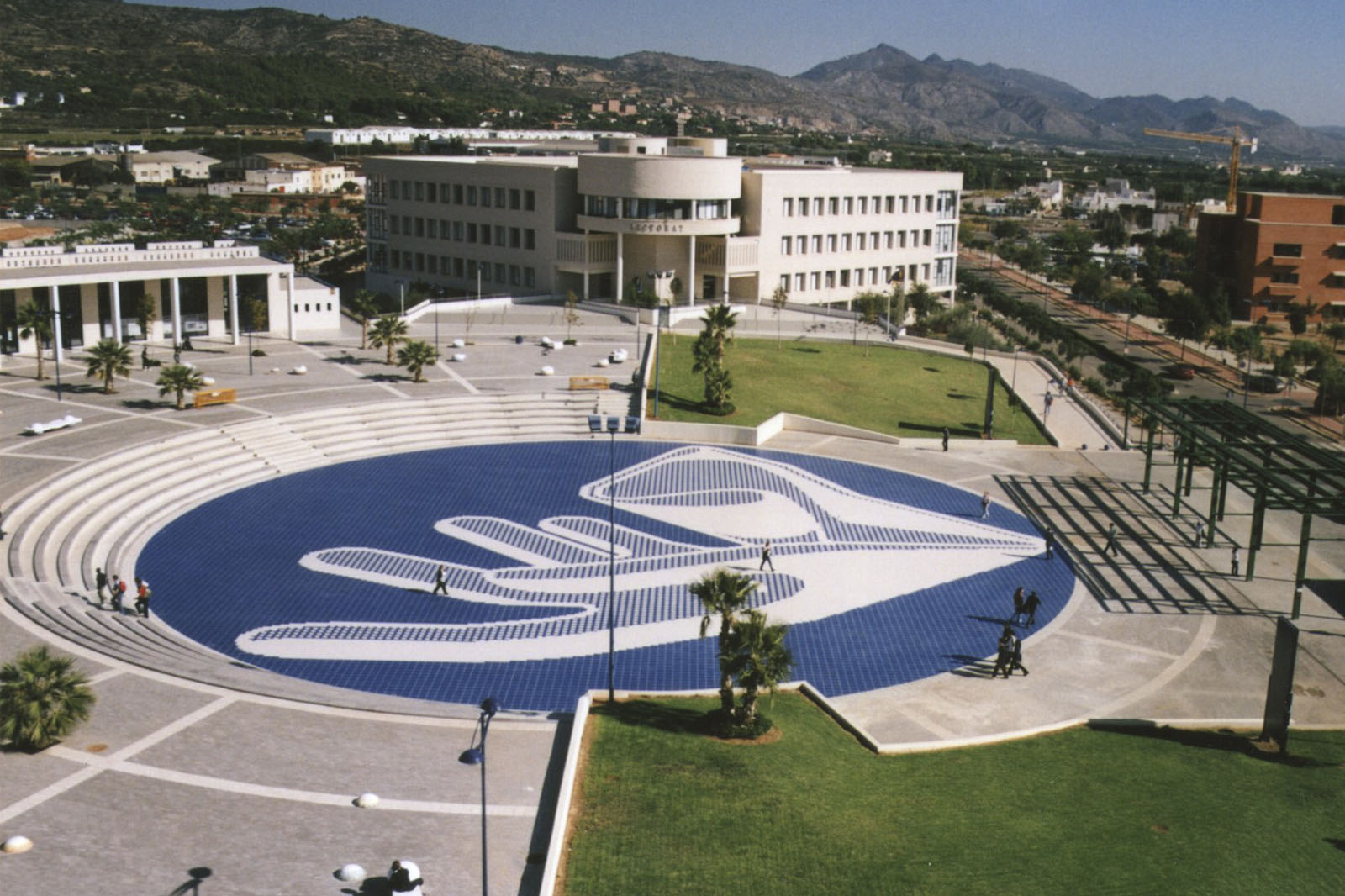
Mosaïque de l'Agora de la Universitat Jaume I de Castellón.

En 2003, il réalise une mosaïque de 1848 mètres carrés, comprenant 13 046 pièces de 33 × 33 cm et 14.884 pièces de 16.25 × 16,25 cm blanc et bleu, en grès cérame pour l'Agora de la Universitat Jaume I de Castellón . L'image montre un gant blanc, symbole de la connaissance.

## Œuvres dans les Musées et Collections publiques
- Academia Española de Bellas Artes, Roma.
- Fundación Telefónica, Madrid[19].
- Banco de España, Madrid.
- Fundación Argentaria, Madrid.
- Fundanció “La Caixa”, Barcelona.
- Museo de Bellas Artes de Castellón.
- Ayuntamiento de Castellón.
- Museo de Arte Contemporáneo de Vilafamés.
- Bancaja, Valencia.
- Colección Renfe, Valencia.
- Generalitat Valenciana.
- Caja Postal, Madrid.
- Instituto Valenciano de Arte Moderno, IVAM, Valencia.
- Banco Español de Crédito, Madrid.
- Ministerio de Asuntos Exteriores, Madrid.
- Fundación Coca-Cola, Madrid.
- Universitat de València.
- Fundación Prosegur, Madrid.
- Cortes Valencianas, Valencia.
- Colegio de Arquitectos de Castellón.
- Biblioteca Nacional, Madrid.
- Universitat Jaume I, Castellón.
- Museo de Bellas Artes San Pio V, Valencia.
- Diputación de Valencia.